# Grandes cabos

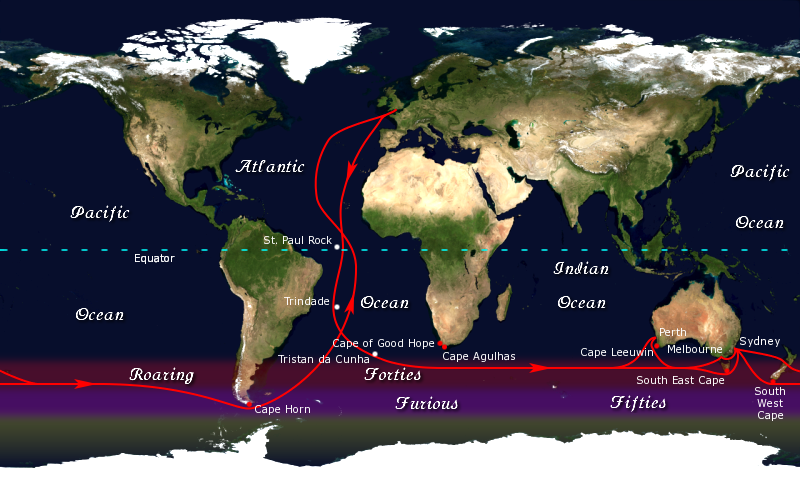
Rota mercante utilizada pelos navios que ligavam a Inglaterra à Austrália e à Nova Zelândia, através dos Grandes cabos

Grandes cabos é o nome que recebem na navegação os três principais cabos austrais da rota marítima através do Oceano Austral:
- Cabo da Boa Esperança (sul de África, por vezes substituído pelo Cabo das Agulhas);
- Cabo Leeuwin (extremo meridional da Austrália);
- Cabo Horn (no extremo austral de América do Sul).[1]

O cabo Sudeste (na Tasmânia) e o cabo Sudoeste (no extremo da ilha Stewart, na Nova Zelândia) são incluídos ocasionalmente como pontos importantes da circum-navegação. A rota tradicional dos veleiros mercantes seguia os ventos dos chamados «rugidos dos quarenta» (latitude 40ºS) a sul de tais cabos, o que era particularmente perigoso para a maioria dos navios.
Na actualidade, estes cabos constituem as metas de diversas regatas oceânicas de iates, que realizam este percurso. A circum-navegação por esta via é considerada uma grande façanha da navegação. Segundo uma antiga tradição dos marinheiros, os navegantes que os tenham superado navegando à vela cumprem uma gesta que lhes dá direito a usar três anéis na orelha, a permanecer de pé perante os reis e a urinar contra o vento.

En su libro «La longue route» (A grande viagem), Bernard Moitessier tenta expressar o importante significado para um marinheiro destes grandes cabos:
| “ | Pois a geografia de um marinheiro não é sempre a do cartógrafo, para quem um cabo é um cabo, com sua latitude e longitude. Para o marinheiro, um grande cabo representa tanto um conjunto muito simples como extremamente complicado de recifes, correntes, fortes mares e grandes ondas, ventos suaves e vendavais, alegrias e medos, fatiga, sonhos, mãos doridas, estômagos vazios, momentos maravilhosos e alguns de sofrimento. Um grande cabo, para nós, não pode ser expresso apenas pela latitude e longitude. Um grande cabo tem a sua alma, com suaves e violentos colores e sombras. Uma alma tão suave como a de uma criança e tão violenta como a de um criminoso. E por isso se vai lá. | ” |
|   | — Bernard Moitessier, «A grande viagem». |   |